# SNCF BB 22200
De BB 22200 is een reeks elektrische locomotieven van de Franse spoorwegen SNCF, die tussen 1976 en 1986 door Alstom werd gebouwd. Het is de bicourante versie (1,5 kV= en 25 kV 50 Hz) van de BB 7200- en de BB 15000-locomotieven.
Vanaf 1994 werden negen exemplaren van deze reeks gebruikt om goederentreinen door de Kanaaltunnel te trekken in afwachting van de levering van de Britse Class 92. Deze droegen de nummers 22379/380/399-405, en waren tot 1995 in gebruik op de route door de kanaaltunnel. Voor het gebruik op Brits spoor kregen ze in Groot-Brittannië de aanduiding Class 22.

## Geschiedenis, inzet en ontwerp
Na de eerste proefrit in 1976 werd de BB 22200 geïntroduceerd op het traject Marseille–Nice–Ventimiglia langs de Zuid-Franse en Noord-Italiaanse kust. Een jaar later werd de inzet uitgebreid tot de langeafstandstreinen, zoals de TrainBleu (1000 km tussen Ventimiglia en Parijs) en de autotrein tussen Marseille en Parijs.
De BB 22200 kent een maximumsnelheid van 160 km/u. Acht exemplaren zijn opgevoerd tot een vermogen van 5600 kW en een maximumsnelheid van 200 km/u die ook ingezet kunnen worden op de LGV.

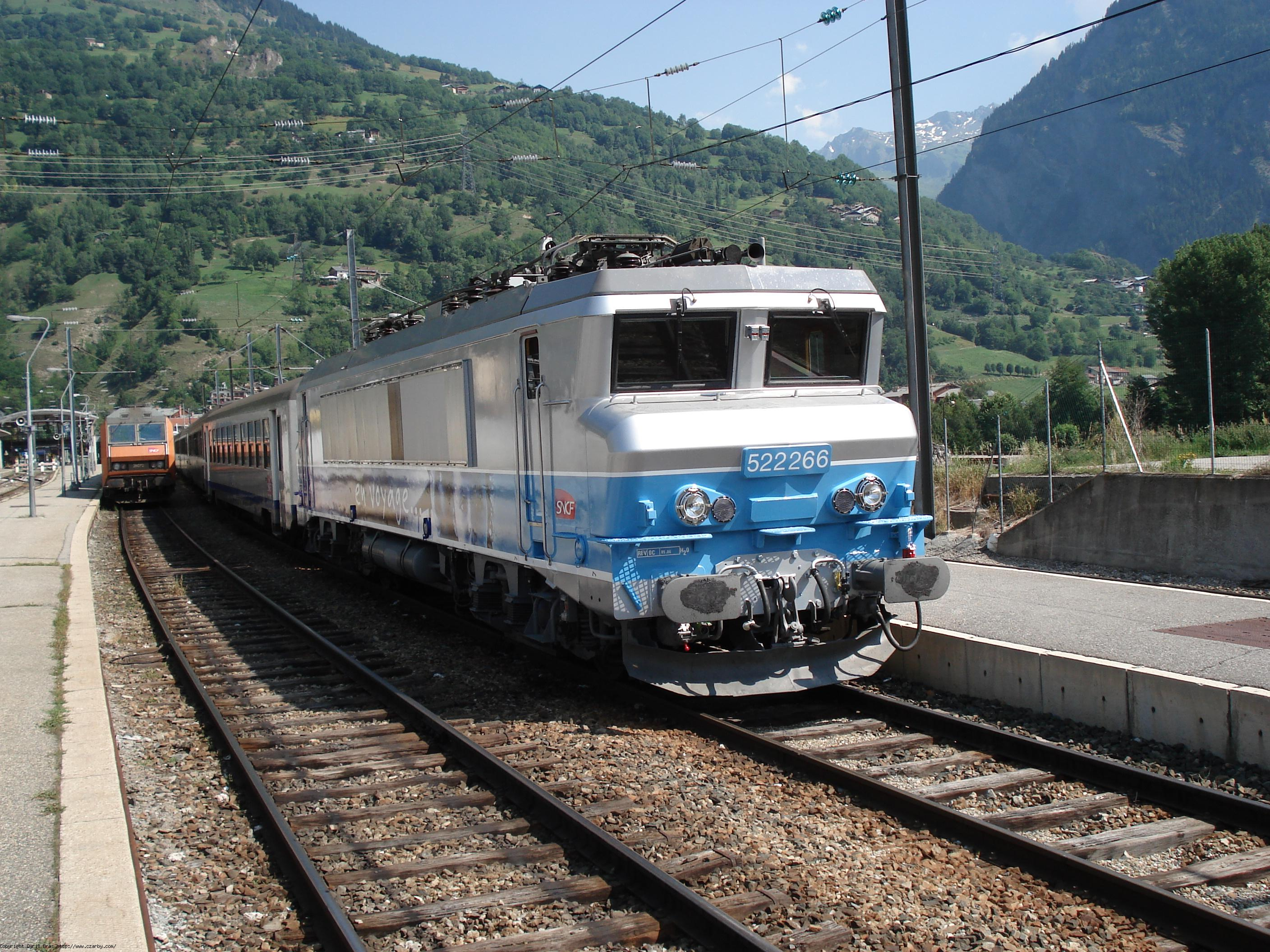
De 22266 in de En Voyage kleurstelling